# Contea di Xishui (Hubei)
La contea di Xishui (浠水县S, Xīshuǐ XiànP) è una contea della Cina, situata nella provincia di Hubei e amministrata dalla prefettura di Huanggang.